# Paul Harding
Paul Harding (* 19. Dezember 1967) ist ein US-amerikanischer Schriftsteller und Musiker.

## Leben
Harding wurde durch seinen ersten Roman Tinkers von 2009 bekannt, für den er 2010 mit dem Pulitzer-Preis für Romane ausgezeichnet wurde und aufgrund dessen er den Robert W. Bingham Prize für die Arbeit an seinem zweiten Werk erhielt. Harding spielte etwa von 1990 bis 1997 in der Band Cold Water Flat Schlagzeug. Er hat einen Bachelor of Arts in Englisch von der University of Massachusetts Amherst und einen Master of Fine Arts vom Iowa Writers’ Workshop. Außerdem unterrichtete er an der Harvard University und an der University of Iowa Literatur.
Harding wuchs nördlich von Boston in der Küstenstadt Wenham auf und ging bei seinem Großvater, einem Uhrmacher, in die Lehre. Als Jugendlicher verbrachte er viel Zeit „im Wald herumhängend“, was er seiner Liebe zur Natur zuschreibt. Nach seinem Abschluss an der UMass reiste er mit seiner Band 'Cold Water Flat' durch die Vereinigten Staaten und durch Europa. Er war immer ein begeisterter Leser und als er Terra Nostra von Carlos Fuentes las, legte er das Buch nach der Hälfte zur Seite und dachte „das ist es, was ich tun will“. In diesem Buch sah Harding die ganze Welt mit ihrer Geschichte. Als er das nächste Mal eine Tourneepause mit der Band hatte, schrieb er sich für einen Sommer-Literaturkurs am Skidmore College in New York ein. Zufällig war seine Lehrerin Marilynne Robinson und durch sie lernte er den Iowa Writers’ Workshop kennen, bewarb sich und wurde angenommen. Dann studierte er bei Barry Unsworth, Elizabeth McCracken und später bei Marilynne Robinson. Irgendwann bemerkte er, dass einige der Leute, die er am meisten bewunderte, tief religiös waren und so verbrachte er einige Jahre damit, theologische Texte zu lesen und wurde dadurch sehr von Karl Barth und Johannes Calvin beeinflusst. Er betrachtet sich selbst als einen „modernen neu-englischen autodidaktischen Transzendentalisten“.
Sein dritter, im Jahr 2023 erschienenen Roman, This Other Eden, wurde auf der Shortlist des Booker Prize gesetzt.
Musikalisch bewundert er Jazz-Schlagzeuger. Unter ihnen hält er den Schlagzeuger von John Coltrane, Elvin Jones, für den größten.
Harding lebt auf Long Island in New York mit seiner Familie.

## Werke
- Tinkers. Bellevue Literary Press, New York, NY 2009, ISBN 978-1-934137-12-3.
  - Tinkers, Luchterhand Literaturverlag, München 2011, ISBN 978-3-630-87367-1.
- Enon : a novel,  Random House, New York 2013, ISBN 978-1-4000-6943-9.
  - Verlust.[8] aus dem Englischen von Silvia Morawetz, Luchterhand Literaturverlag, München 2015, 272 S, ISBN 978-3-630-87377-0.
- This Other Eden, W. W. Norton & Company, New York, 2023, ISBN 978-1-324-03629-6; Hutchinson Heinemann, London, 2023, ISBN 978-1-5291-5254-8.
  - Sein Garden Eden, aus dem Englischen von Silvia Morawetz, Luchterhand, München, 2024, ISBN 978-3-630-87378-7.